# Леон, Педро Пабло
Пе́дро Па́бло «Пе́рико» Лео́н Гарси́а (исп. Pedro Pablo «Perico» León García; 29 июня 1943, Лима — 9 мая 2020, там же) — перуанский футболист, выступавший в 1960—1970-е годы на позиции нападающего. Наиболее известен по выступлениям за команду «Альянса Лима» и сборную Перу, в составе которой принял участие в чемпионате Южной Америки 1963 года, а в 1970 году дошёл до 1/4 финала чемпионата мира в Мексике.

## Биография

### Клубная карьера
Педро Пабло Леон — воспитанник клуба «Альянса Лима». В основном составе «бело-синих» дебютировал в 1960 году, и уже в 1961 году начал забивать голы. В 1962 году вместе с командой стал чемпионом Перу, а в следующем году не просто помог защитить титул, но и стал лучшим бомбардиром первенства. В 1965 году Перико в третий раз выиграл чемпионат, а через два года во второй раз в карьере выиграл спор лучших бомбардиров национального первенства.
В 1971—1972 годах Перико выступал за эквадорскую «Барселону», составляя мощную связку в нападении с Альберто Спенсером. Эта атакующая линия обеспечила «Барселоне» титул чемпионов Эквадора 1971 года.
После краткосрочного возвращения в «Альянсу» Леон сменил ещё три перуанских клуба — «Хуан Аурич», «Унион Туман и «Депортиво Мунисипаль». Последние три года игровой карьеры (1978—1980) Перико провёл в Венесуэле, выступая за «Депортиво Галисию». В 1979 году стал обладателем Кубка Венесуэлы.

### В сборной
Перико Леон дебютировал в составе сборной Перу 10 марта 1963 года в матче чемпионата Южной Америки со сборной Бразилии, завершившимся поражением перуанцев со счётом 0:1. На этом турнире Леон сыграл во всех шести матчах и забил два гола.
В 1969 году Леон забил важнейший гол перуанцев в ворота сборной Аргентины в рамках отборочного турнира к чемпионату мира 1970 года. «Инки» выиграли домашний матч с минимальным счётом 1:0, и впоследствии сумели пробиться на Мундиаль. Этот гол по техническим причинам не попал в телевизионную трансляцию. На протяжении многих лет журналисты ищут видео момента этого гола. В статье издания De Chalaca, вышедшей в 2012 году, сообщается, что такая съёмка существует, но её автор запросил от журналистов слишком большую сумму денег. Этот болельщик уже умер, а его родственники не хотят общаться с прессой.
На чемпионате мира 1970 года Перико провёл все четыре матча сборной Перу, причём групповой этап проходил в городе Леоне, название которого созвучно с фамилией нападающего. Перуанцы дошли до 1/4 финала турнира, где уступили будущим чемпионам сборной Бразилии.
Всего за национальную сборную с 1963 по 1973 год Перико Леон провёл 49 матчей и забил 15 голов.

### Поздние годы
После завершения карьеры Леон вместе с семьёй переехал в США, некоторое время работал разнорабочим в текстильной компании в Юнион-Сити (штат Нью-Джерси).
В феврале 2019 года вернулся в Лиму. В конце апреля 2020 года состояние здоровья Педро Леона резко ухудшилось. У него уже была болезнь Альцгеймера, почечная недостаточность и остеоартрит, а также ему был поставлен диагноз пневмония. Результаты теста на COVID-19 оказались отрицательными. 9 мая Перико умер, о чём на следующий день сообщила его дочь Анхелика.

## Достижения
Командные
- Чемпион Перу (3): 1962, 1963, 1965
- Вице-чемпион Перу (2): 1961, 1964
- Чемпион Эквадора: 1971
- Обладатель Кубка Венесуэлы: 1979

Личные
- Лучший бомбардир чемпионата Перу (2): 1963 (13 голов), 1967 (14 голов)